# Guttera plumifera
Guttera plumifera là một loài chim trong họ Numididae.